# مردمان فین‌واوگری
مردمان فین‌واوگری دربرگیرندهٔ مردمانی‌است که به یکی از زبان‌های فین‌واوگری سخن می‌گویند. این مردمان عبارتند از مردم فنلاند، مجارها، استونیایی‌ها و موردوین‌ها. زبان این مردمان شاخه‌ای از زبان‌های اورالی است. نژاد کنونی مردمان فین‌واوگری آمیخته  و ناهمگون است.

### پراکندگی

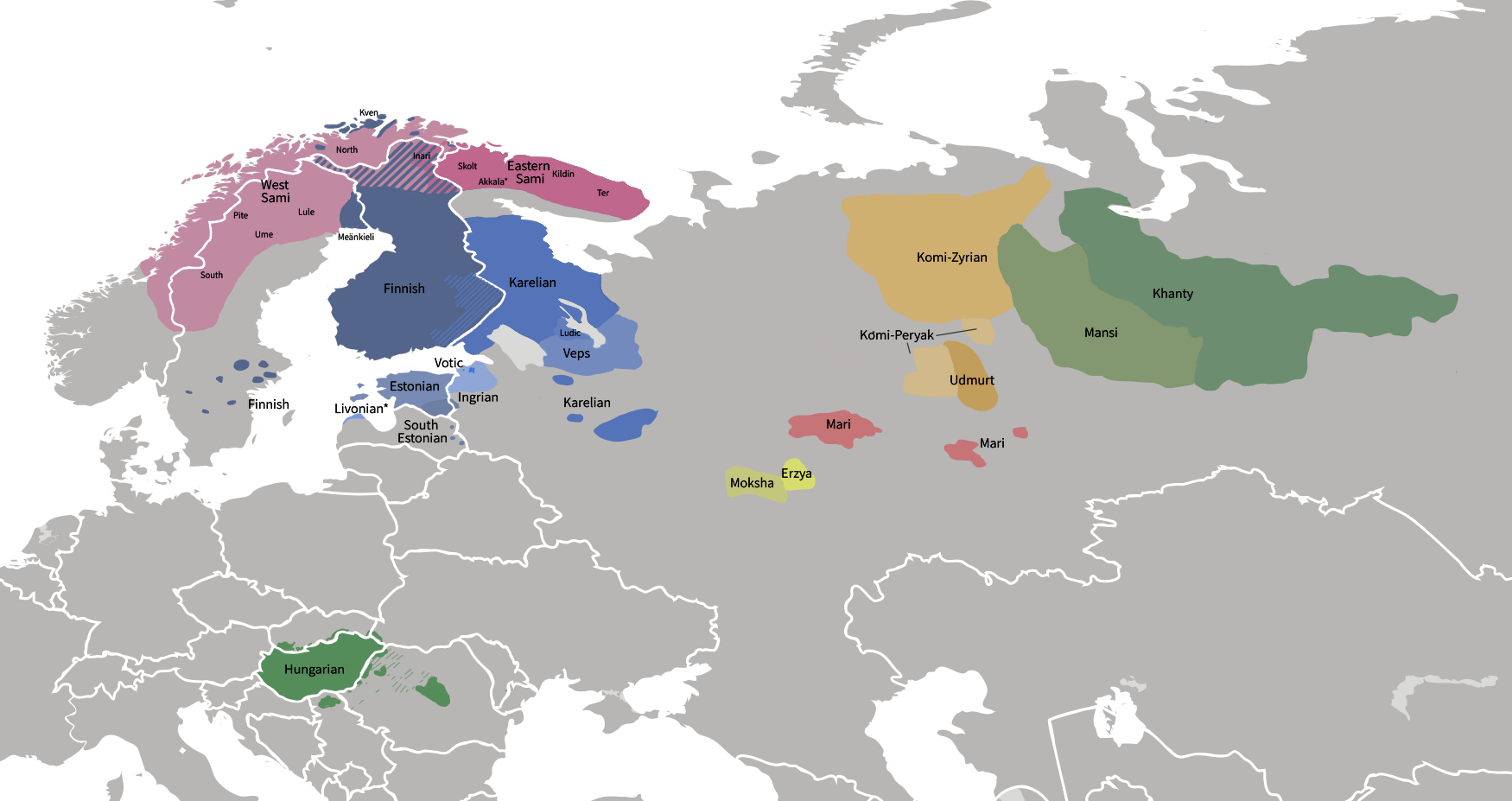
Finno-Ugric languages

## نگارخانه

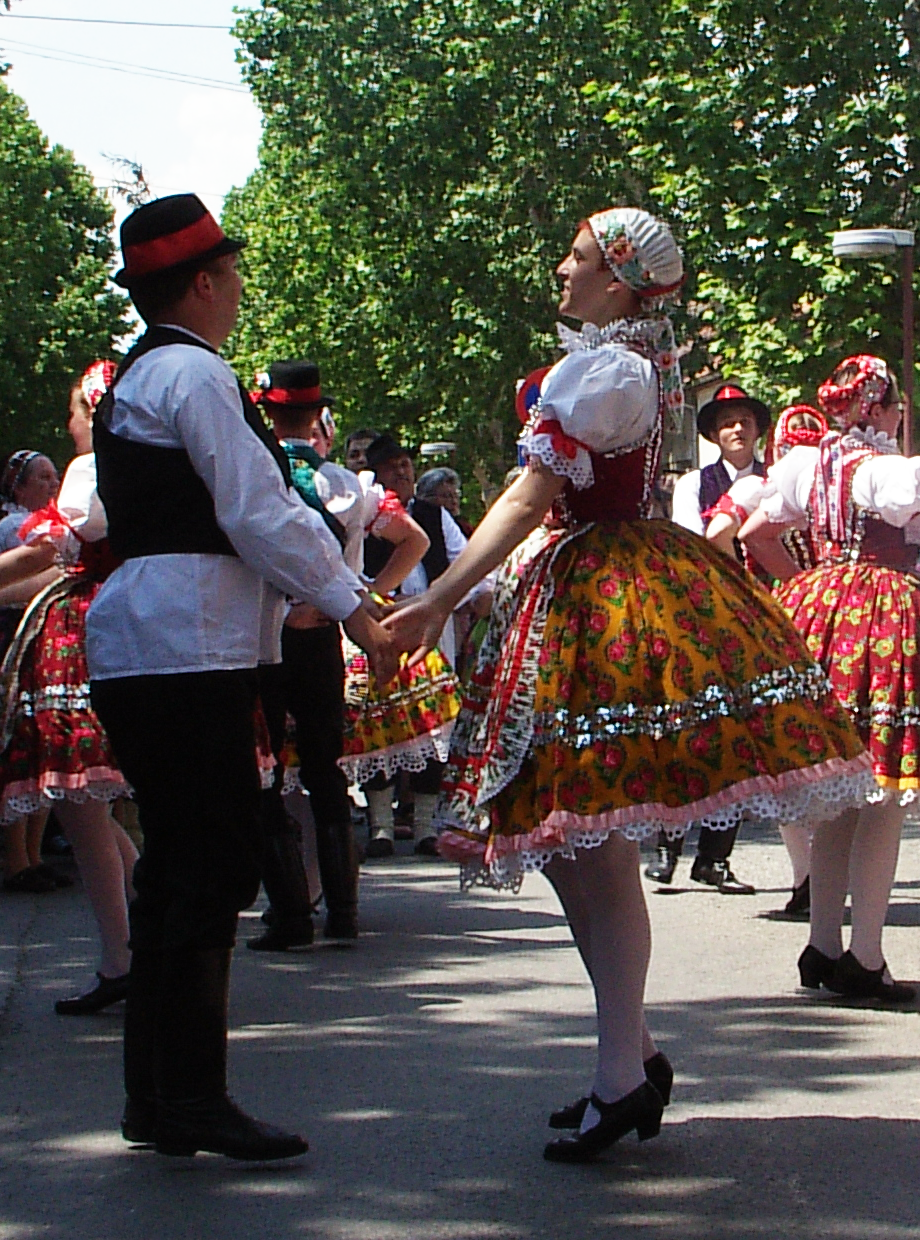
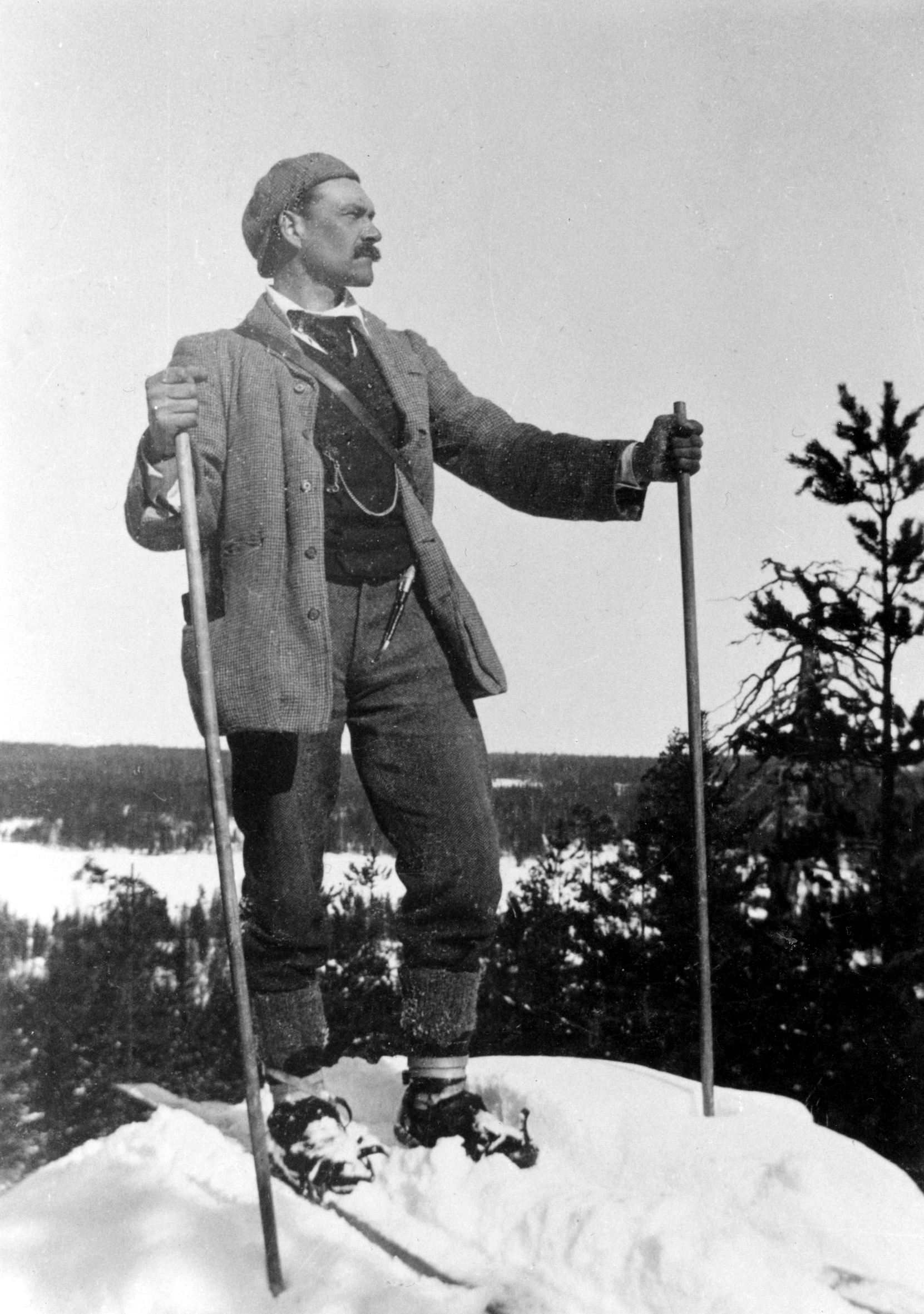
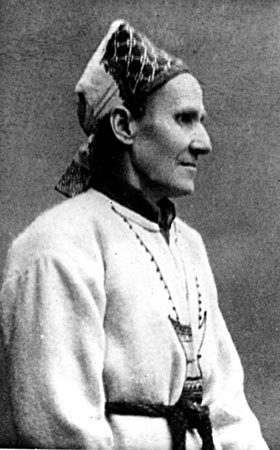
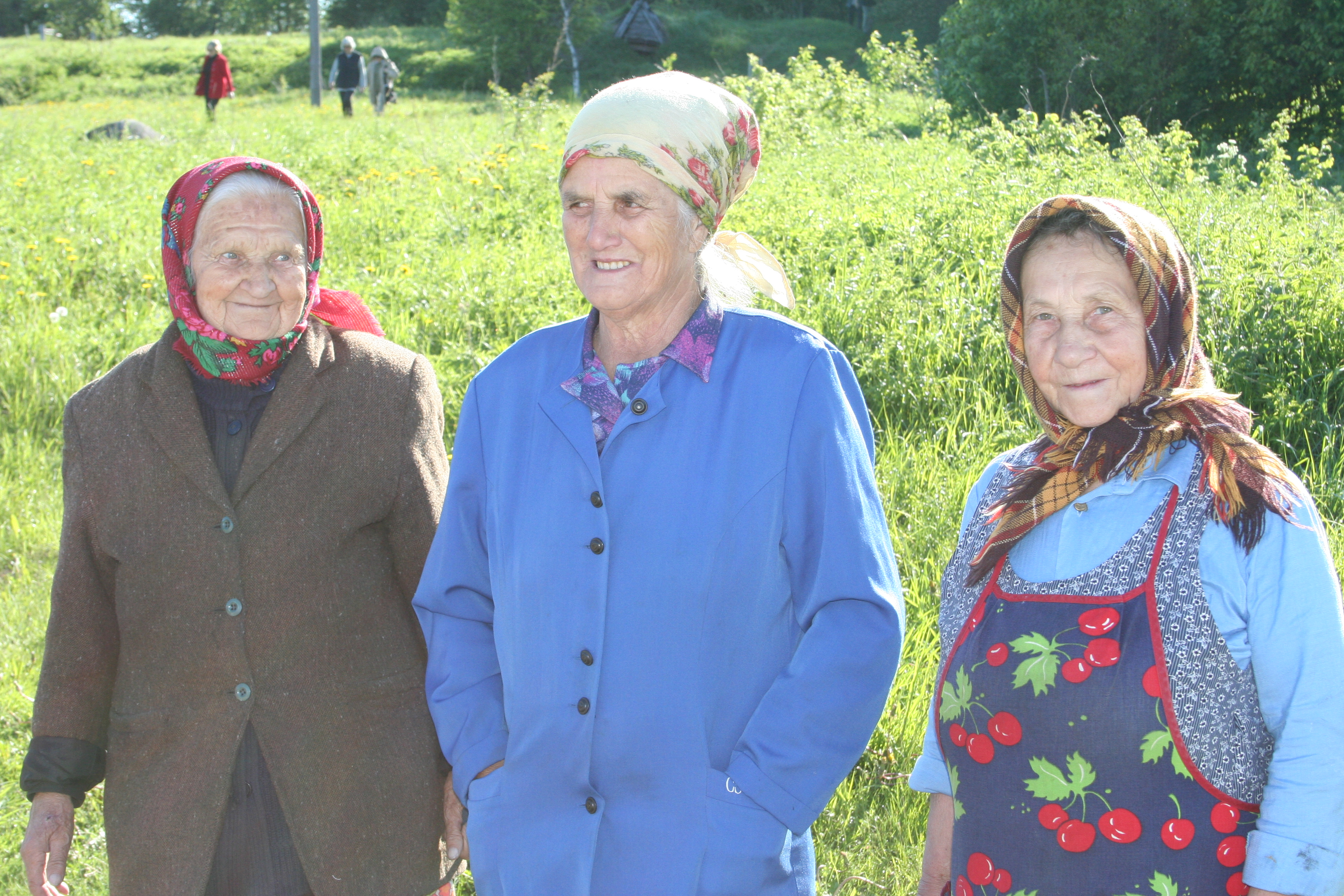
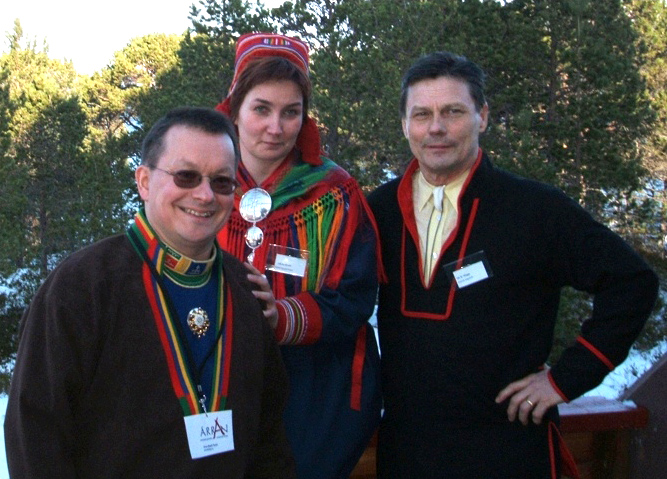
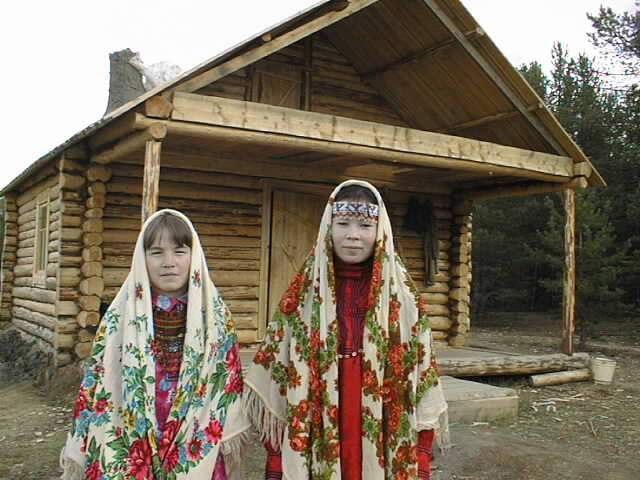
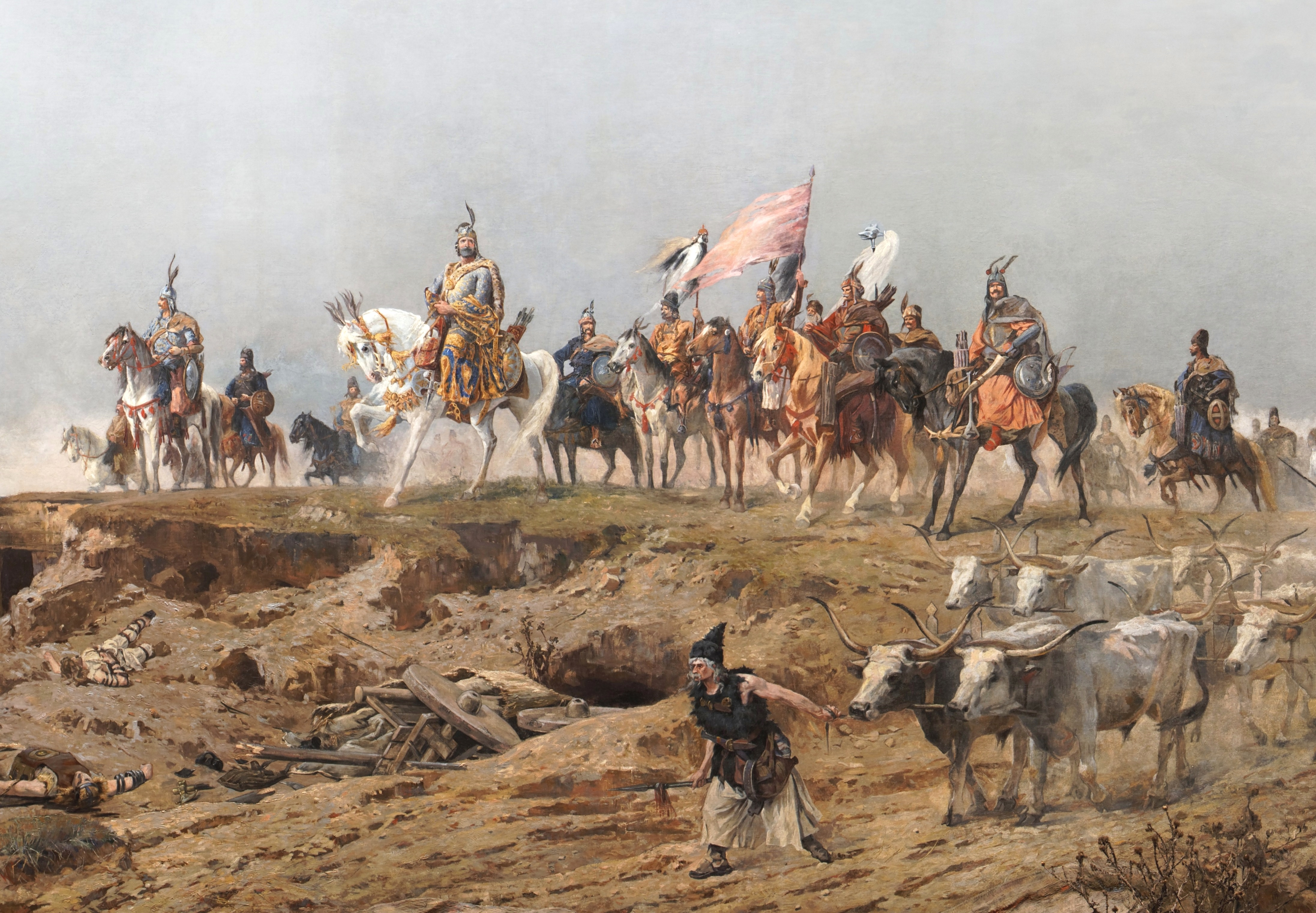
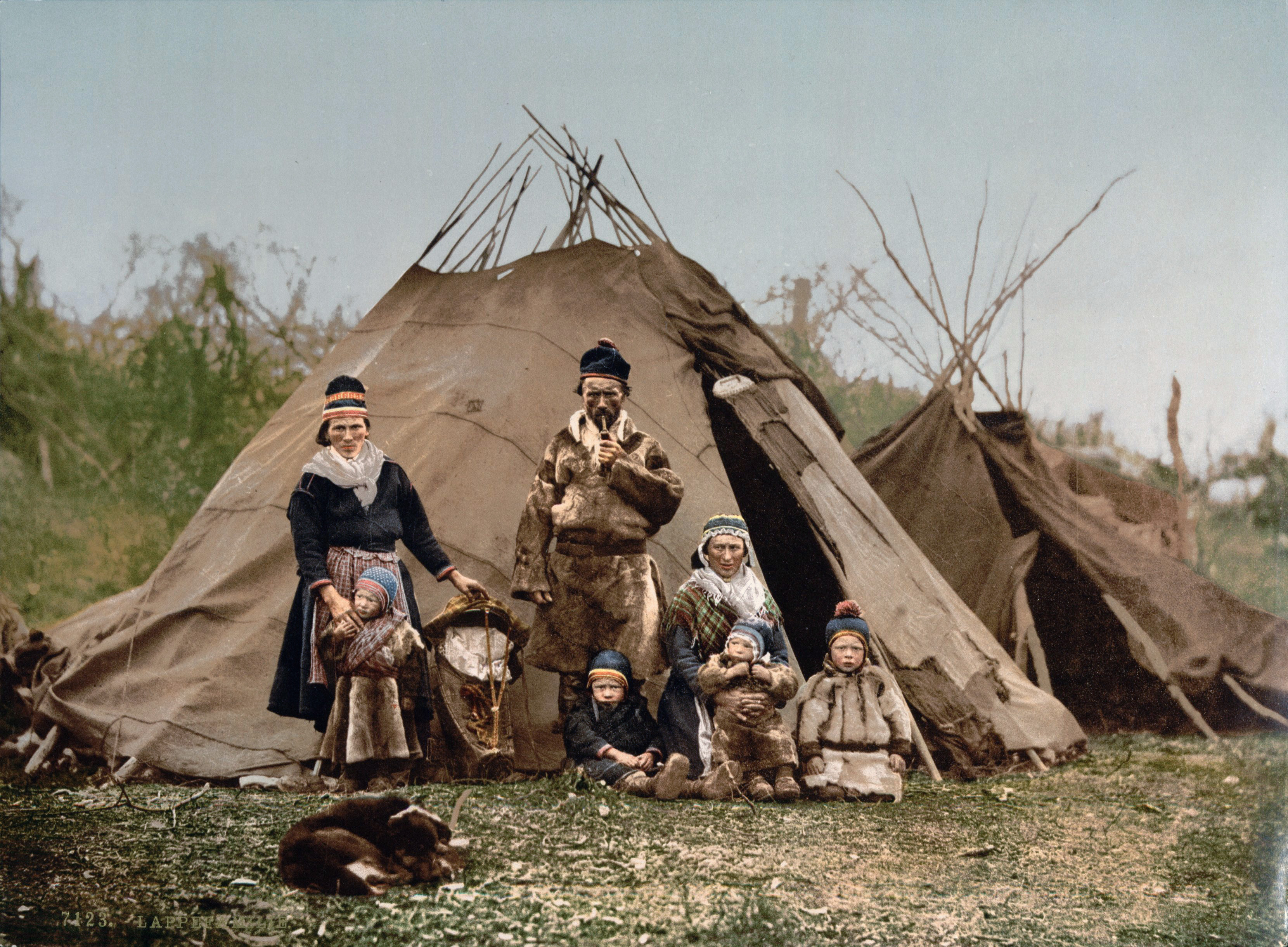
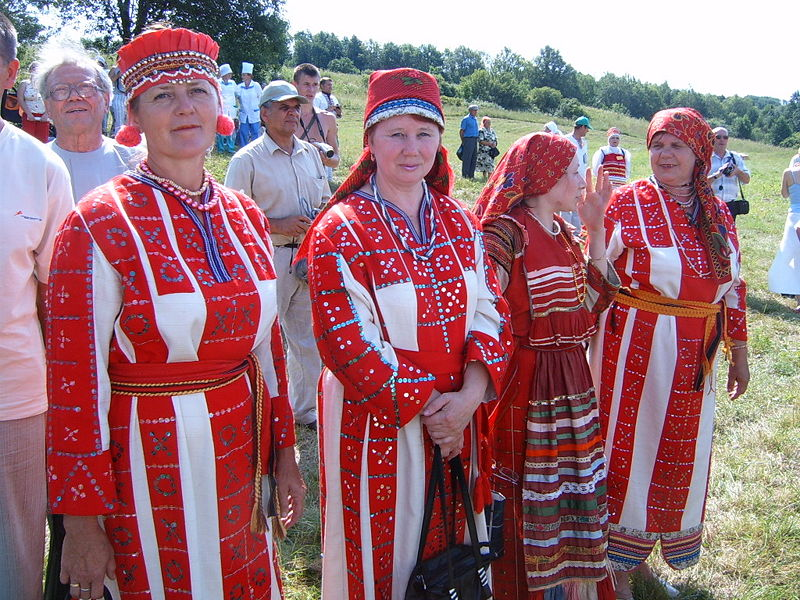
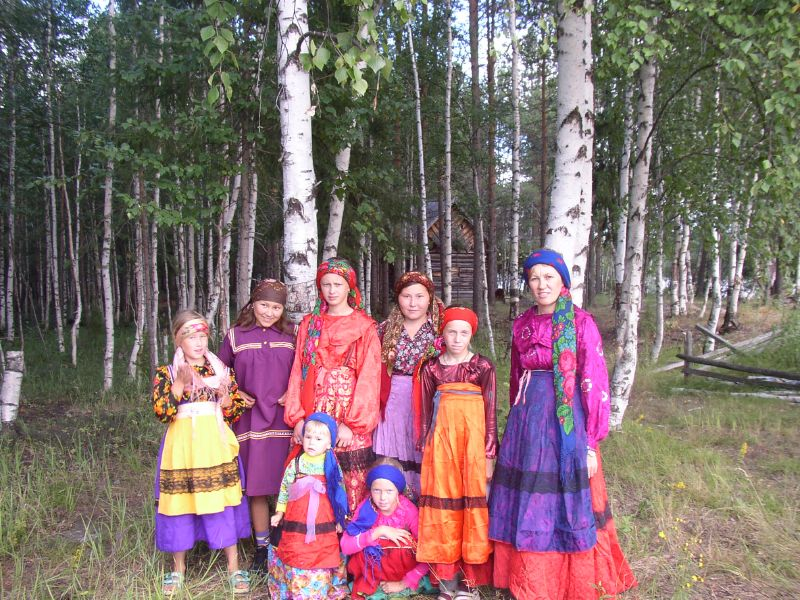
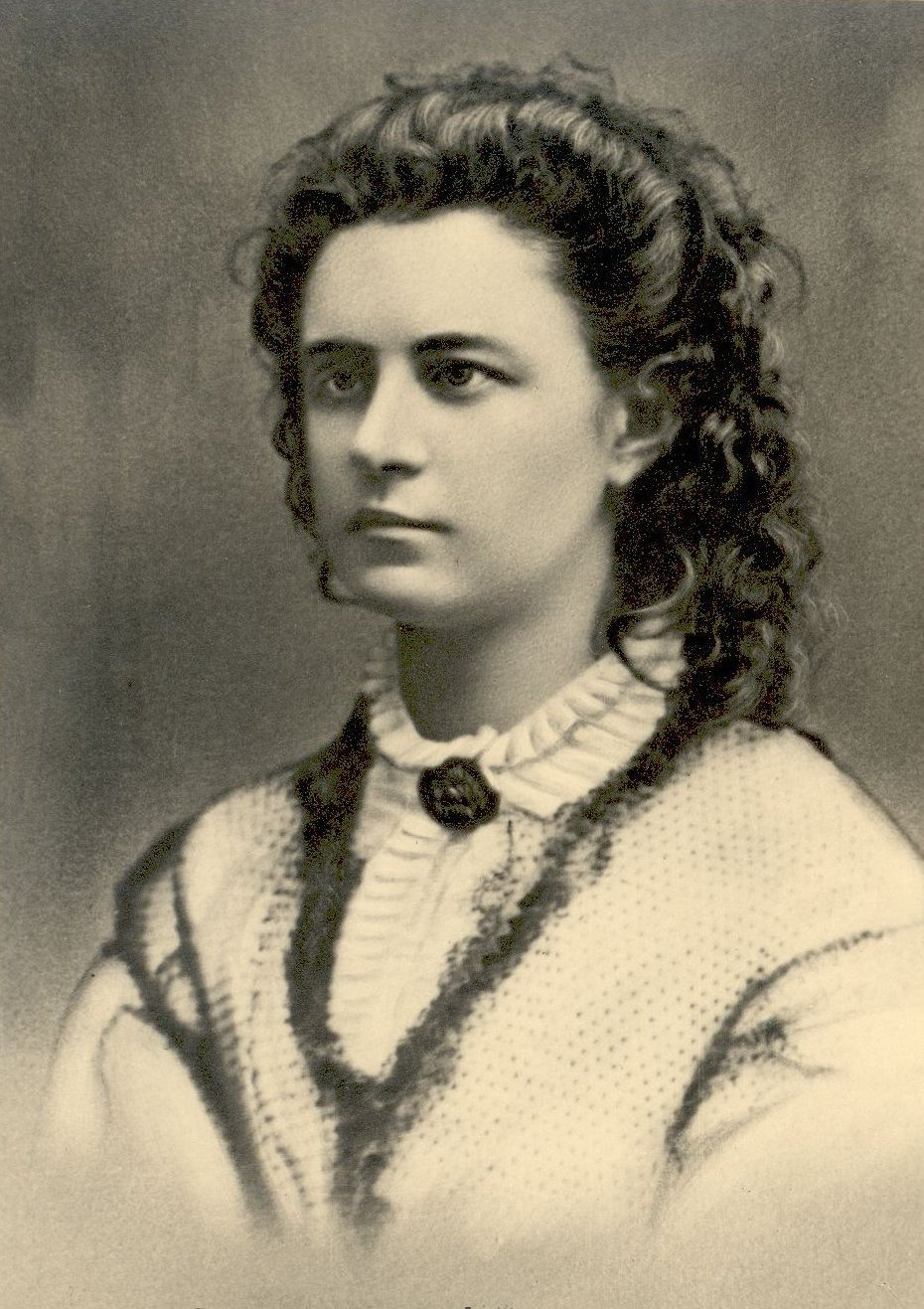